# Douglas DT
Die Douglas DT war ein Torpedobomber des US-amerikanischen Herstellers Douglas aus den 1920er-Jahren.

## Geschichte
Am 14. April 1921 erhielt die erst neun Monate zuvor gegründete Davis-Douglas Company ihren ersten Auftrag im Wert von 115.850 US-Dollar zum Bau von drei einsitzigen einmotorigen Torpedobombern DT-1. Im gleichen Monat wurde das Unternehmen jedoch aufgelöst und die Douglas Company gegründet. Dieses Unternehmen baute dann sowohl diese drei als auch weitere 54 Exemplare von unterschiedlichen Varianten. Die DT sollte die veralteten Naval Aircraft Factory PT-1 und PT-2 ersetzen.
Grundlage für die Entwicklung der DT war die zivile Douglas Cloudster, der einzige von der Davis-Douglas Company gebaute Flugzeugtyp. Douglas legte seinen Entwurf 1921 dem Bureau of Construction and Repairs der Navy vor, die zu diesem Zeitpunkt nach einem geeigneten Torpedobomber suchten. Gebaut wurden die Flugzeuge im Goodyear-Luftschiffhangar bei Los Angeles, wo auch die Cloudster gebaut wurde. Das erste Flugzeug (s/n 101; Navy-Seriennummer A-6031) wurde im Oktober 1921 fertiggestellt. Als Antrieb diente ein wassergekühlter Liberty-Motor mit 400 PS, dessen Kühler an den Rumpfseiten angebracht waren. Der Erstflug erfolgte Anfang November 1921 mit dem Testpiloten Eric Springer vom Goodyear-Field aus. Am 10. November wurde das Flugzeug zur Naval Air Station nach San Diego überführt, wo die weitere Erprobung und die Abnahme erfolgte. Dort wurde es mit dem Landfahrwerk, aber auch mit Schwimmern erprobt.
Trotz der guten Ergebnisse waren die Piloten nicht zufrieden mit dem Flugzeug, besonders weil es nur einsitzig geflogen werden konnte. Nach dem Abschluss der Erprobung verblieb die Maschine auf der NAS San Diego, wo sie am 8. März 1922 bei einer Wasserungshavarie zerstört wurde. Schon vorher hatte Douglas den Auftrag erhalten, die zweite und dritte Maschine (A6032 und A6033) als Zweisitzer zu modifizieren. Der Pilotensitz wurde nach vorn unter die obere Tragfläche verlegt; der Beobachter/Schütze saß nun in einem separaten Cockpit hinter der oberen Tragflächenhinterkante. Er bediente auch das einzelne bewegliche 7,62-mm-Maschinengewehr.
Bei der zweisitzigen DT-2 wurde zur Kompensation des zusätzlichen Gewichts die Leistung des Liberty-Triebwerks auf 450 PS gesteigert. Die bei der DT-1 an der Rumpfseite angeordneten Kühler wurden nun an die Stirnseite des Motors verlegt. Die erste DT-2 wurde am 19. Juli 1922 bei einem Landeunfall nach nur rund sechs Stunden Flugzeit zerstört.
Schon vor der Einsatzerprobung der zweiten DT-2 bei der Torpedo and Bombing Plane Squadron One (VT-1) hatte die Navy aufgrund der bis dahin sehr guten Erprobungsergebnisse schon den Auftrag zur Serienproduktion erteilt. Die DT-2 wurde anschließend außer von Douglas auch bei der Naval Aircraft Factory, bei Dayton-Wright und bei Lowe-Willard-Fowler-Wright in Serie produziert.

## Konstruktion
Im Gegensatz zur aus Holz gebauten Cloudster war die DT in Gemischtbauweise ausgeführt. Der Rumpf bestand aus geschweißten Stahlrohren mit Aluminiumverkleidung am vorderen und mittleren Rumpfteil. Der übrige Rumpf war mit Stoff bespannt. Die Tragflächen waren eine reine Holzkonstruktion mit Stoffbespannung, ebenso das Seitenleitwerk. Das Höhenleitwerk war dagegen in Stahlrohrbauweise mit Stoffbespannung ausgeführt. Die Tragflächen konnten platzsparend am Rumpf des Flugzeugs angeklappt werden.

## Versionen
Insgesamt wurden von diesem Flugzeugtyp 90 Flugzeuge gebaut.
Douglas DT-1
Prototyp mit einem 420 PS Liberty 12A, BuNo: A-6031, Werknummer 101
Douglas DT-2
Prototypen für zwei Besatzungsmitglieder
BuNo: A-6032 – A-6033, Werknummern 102 – 103.
Douglas DT-2
Serienausführung mit einem 420 PS Liberty 12A.
BuNo: A-6405 – A-6422, Werknummern 106 – 123, A-6563 – A-6582, Werknummern 124 – 143
Dayton-Wright DT-2
BuNo: A-6085 – A-6095.
Naval Aircraft Factory DT-2
BuNo: A-6423 – A-6482.
Lowe-Willard-Fowler DT-2
BuNo: A-6583 – A-6602,
davon wurden A-6593, A-6596 und A-6597 bei Dayton-Wright als SDW-1 zu Langstrecken-Aufklärern (Scout) umgebaut.
sie erhielten hierfür einen tieferen Rumpf zur Erhöhung der Treibstoffkapazität.
Douglas DT-2B
Prototyp für die in Norwegen gebaute Kleinserie, Werknummer 149
Sieben Flugzeuge wurde in einer norwegischen Flugzeugfabrik der Marine in Horten hergestellt.
Douglas DTB
Vier Flugzeuge wurde von Douglas für die Peruanische Marine hergestellt. Werknummern 253, 254, 384, 385

## Technische Daten
| Kenngröße             | Daten                           |
| --------------------- | ------------------------------- |
| Verwendung            | Torpedobomber-Prototyp          |
| Besatzung             | 1                               |
| Länge                 | 11,48 m                         |
| Spannweite            | 19,24 m                         |
| Höhe                  | 4,60 m                          |
| Flügelfläche          | 65,68 m²                        |
| Leermasse             | 1981 kg                         |
| Startmasse            | 3128 kg                         |
| Flächenbelastung      | 47,6 kg/m²                      |
| Leistungsbelastung    | 7,8 kg/PS                       |
| Höchstgeschwindigkeit | 163 km/h in Seehöhe             |
| Steigzeit auf 1524 m  | 15,6 min                        |
| Dienstgipfelhöhe      | 2650 m                          |
| Reichweite            | 373 km                          |
| Bewaffnung            | keine                           |
| Zuladung              | 832 kg Torpedo                  |
| Triebwerk             | 1 × Liberty mit 400 PS (294 kW) |